# Arlene Boxallová
Arlene Boxallová (* 9. října 1961) je bývalá zimbabwská pozemní hokejistka, členka týmu, který v roce 1980 na olympijských hrách v Moskvě vybojoval zlaté medaile. Byla nejmladší hráčkou vítězného týmu, v době olympiády jí bylo 18 let. Jako náhradní brankářka nenastoupila v žádném utkání, ale zlatou medaili dostala společně se všemi spoluhráčkami.
Pracovala jako operátorka Zimbabwského letectva.